# コクオー
コクオーは日本の競走馬である。1939年春の中山農林省賞典障碍に優勝した。
1937年秋の中山で平地デビュー。開催7日目の3頭立ての競走で初勝利を挙げたが、横浜、東京ではすべて着外に敗れた。翌1938年の春季中山から障害競走に転じ、東京でも出走したが、ここも成績を残すことはできなかった。
しかし、夏に故郷の盛田牧場に放牧されると大きく成長を遂げる。秋の福島1日目こそ障害3000mのコースレコードを出したセイシヨウから4馬身差の2着に敗れたが、3日目に初勝利を挙げた。そして横浜の特ハンでコースレコードで勝ち、優勝戦も勝利。さらに東京では再び特ハンでレコード勝ち、古呼馬障碍特別でも春の農林省賞典障碍を制したトクタカに7馬身の差をつけて勝利した。そして阪神、京都でもそれぞれ連勝で優勝戦に勝利し、障害の初勝利から9連勝を達成した。
1939年は中山で始動。初戦の特ハンで12kg軽いミスターシービーに半馬身差で敗れ、連勝がストップしたが、続く農林省賞典障碍では重馬場の中、70kgを背負いながら、63kgのドーンプレイに7馬身の差をつけて1着となった。その後は70kgを越える斤量を課せられることになり勝ったり負けたりを繰り返したが、秋に京都、そして東京の古呼馬障碍特別をそれぞれ2着に大差をつけて勝利し、東京開催後に満量のため引退した。
引退後はサンダーリングという名前で繁殖入りして、2010年代まで牝系を存続させた。